# 群馬県警察
群馬県警察（ぐんまけんけいさつ）は、群馬県公安委員会の管理の下、群馬県が設置した警察組織。群馬県内を管轄区域とし、群馬県警と略称する。給与支払者は群馬県知事。関東管区警察局管内。

## 沿革
- 1954年（昭和29年）7月1日 - 警察法施行に伴い、国家地方警察群馬県本部と、前橋市警察、高崎市警察などの自治体警察が統合し群馬県警察発足。

## 組織

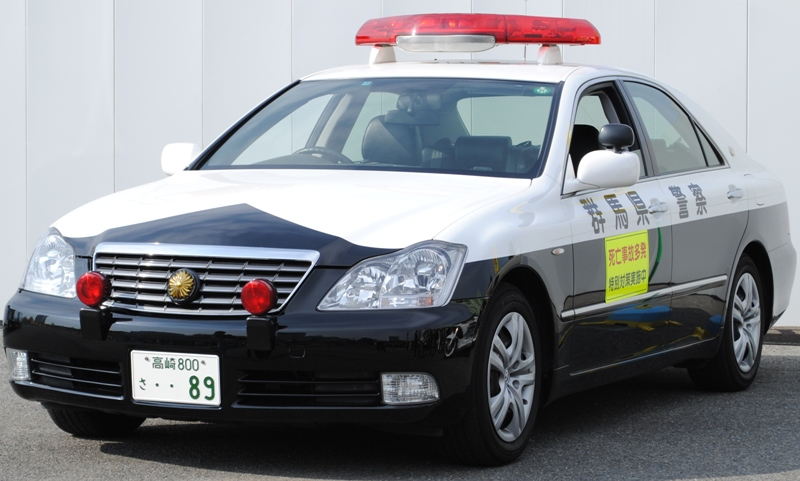
群馬県警察のパトロールカー
（12代目クラウン）

- 警務部
  - 総務統括官
  - 警務統括官
  - 会計統括官
  - サイバーセキュリティ担当参事官
  - 総務課
    - 秘書官
    - 庶務係
    - 秘書係
    - 渉外係
    - 公安委員会室
      - 公安委員会事務係

    - 取調べ監督指導室
      - 取調べ監督指導係

  - 警務課
    - 企画官
    - 給与指導官
    - 法人調査官
    - 庶務係
    - 企画係
    - 女性活躍推進係
    - デジダル化推進係
    - サイバーセキュリティ対策係
    - 人事係
    - 給与係
    - 法人調整係
    - 警察官採用推進室
      - 採用係

  - 広報広聴課
    - 広報官
    - 文書管理指導官
    - 庶務係
    - 広報係
    - 文書係
    - 企画・指導係
    - 相談係
    - 犯罪被害者支援室
      - 犯罪被害者給付係
      - 犯罪被害者支援係

  - 会計課
    - 予算指導官
    - 庶務係
    - 予算係
    - 調度・契約係
    - 監査室
      - 監査指導官
      - 監査係
      - 出納係

  - 装備施設課
    - 営繕指導官
    - 庶務係
    - 装備係
    - 車両整備係
    - 企画第一係
    - 企画第二係
    - 営繕係

  - 教養課
    - 庶務係
    - 教養資料係
    - 学校教養係
    - 職場教養係
    - 術科指導室
      - 首席術科指導官
      - 術科指導官
      - 術科指導専門官
      - 術科企画係
      - 術科指導係
      - 術科推進係

    - 国際化推進室
      - 企画・指導係

  - 厚生課
    - 厚生指導官
    - 庶務・管理係
    - 保健係
    - 審査係
    - 厚生係
    - 生協係
    - 共済係

  - 監察課
    - 監察官
    - 庶務係
    - 表彰係
    - 監察係
    - 訟務室
      - 訟務第一係
      - 訟務第二係

  - 情報管理課
    - 庶務係
    - 照会センター係
    - 情報企画係
    - システム開発係
    - システム運用係
    - 情報セキュリティ係

  - 留置管理課
    - 留置管理指導官
    - 庶務係
    - 企画・指導係
    - 護送係
    - 支援第一係
    - 支援第二係
    - 留置管理係
    - 看守第一係
    - 看守第二係

- 生活安全部
  - 人身安全対策統括官
  - 生活安全企画課
    - 庶務係
    - 企画・指導係
    - 安全安心まちづくり係
    - 許可等企画係
    - 許可等第一係
    - 許可等第二係
    - 特殊詐欺抑止対策室
      - 分析係
      - 対策第一係
      - 対策第二係

    - 許可等事務管理室

  - 人身安全対策課
    - 人身安全関連事案対処指導官
    - 総括少年警察補導員
    - 少年警察補導員
    - 庶務係
    - 企画・指導係
    - 虐待対策係
    - 行方不明対策係
    - ストーカー・配偶者暴力対策係
    - 特別対策係

  - 子供・女性安全対策課
    - 少年事件指導官
    - 子供・女性安全対策指導官
    - 首席少年警察補導員
    - 上席警察補導員
    - 総括少年警察補導員
    - 少年警察補導員
    - 庶務係
    - 企画・指導係
    - 安全対策係
    - 少年事件特別捜査係
    - 少年サポートセンター係
    - 児童虐待対策室
      - 上席警察補導員
      - 総括少年警察補導員
      - 少年警察補導員
      - 対策第一係
      - 対策第二係
      - 保護係

  - 生活環境課
    - 生活安全捜査指導官
    - 生活環境捜査指導官
    - 庶務係
    - 企画係
    - 経済・環境事犯特別捜査第一係
    - 経済・環境事犯特別捜査第二係
    - 風俗事犯特別捜査係

- 地域部
  - 地域課
    - 地域指導官
    - 庶務係
    - 雑路警備・救助係
    - 企画係
    - 指導係
    - 職務質問技能指導班[1]
    - 鉄道警察隊
      - 運用係
      - 鉄道警察班

  - 通信指令課
    - 通信指令官
    - 庶務係
    - 企画・運用係
    - 有線通信係
    - 通信指令係

- 刑事部
  - 特殊詐欺対策統括官
  - 刑事企画課
    - 庶務係
    - 企画係
    - 指導係
    - 手配共助係
    - 事件管理係

  - 捜査第一課
    - 広域捜査官
    - 強行犯捜査指導官
    - 性犯罪捜査指導官
    - 庶務係
    - 事件指導係
    - 特殊第一係
    - 特殊第二係
    - 強行犯係
    - 性犯罪捜査係
    - 重要事件特別捜査係
    - 検視官室
      - 指導係
      - 検視係

  - 捜査第二課
    - 広域捜査官
    - 知能捜査官
    - 首席財務捜査指導官
    - 財務捜査指導官
    - 財務捜査官
    - 庶務係
    - 企画・指導係
    - 告訴・告発事件捜査係
    - 知能犯特別捜査係
    - 一般知能係
    - 特殊詐欺特別捜査室
      - 特別捜査第一係
      - 特別捜査第二係
      - 特別捜査第三係

  - 捜査第三課
    - 広域捜査官
    - 盗犯捜査指導官
    - 組織窃盗対策官
    - 庶務係
    - 企画・指導係
    - 盗犯係
    - 組織窃盗捜査係

  - 組織犯罪対策第一課[2]
    - 特殊詐欺組織解明指導官
    - 財務捜査官
    - 庶務係
    - 企画・指導係
    - 犯罪収益対策係
    - 特殊詐欺組織解明係
    - 匿名・流動型犯罪グループ対策室

  - 組織犯罪対策第二課[3]
    - 薬物銃器捜査指導官
    - 薬物銃器事犯特別捜査係
    - 暴力団対策室
      - 広域捜査官
      - 暴力団排除対策官
      - 保護対策官
      - 暴力団排除係
      - 暴力団情報分析・指定係
      - 暴力団特別捜査係

  - 国際・捜査支援分析課
    - 首席国際捜査指導官
    - 国際捜査指導官
    - 来日外国人犯罪情報官
    - 国際捜査官
    - 庶務係
    - 企画係
    - 国際対策係
    - 通訳センター係
    - 情報分析係
    - システム係
    - 統計係
    - 手口係
    - 機動捜査隊
      - 企画・運用係
      - 機動捜査班
      - 国際捜査係

  - 鑑識課
    - 写真指導官
    - 庶務係
    - 企画・指導係
    - 警察犬係
    - 機動鑑識係
    - 指紋第一係
    - 指紋第二係
    - 足痕跡係
    - 写真係

  - 科学捜査研究所
    - 科学捜査研究官
    - 上席研究員
    - 専門研究員
    - 研究員
    - 庶務係
    - 企画・指導係
    - 法医係
    - 心理係
    - 文書鑑定係
    - 化学係
    - 物理係

- 交通部
  - 運転免許統括官
  - 交通企画課
    - 上席交通巡視員
    - 総括交通巡視員
    - 庶務係
    - 企画係
    - 交通安全対策室
      - 交通事故分析官
      - 安全係
      - 高齢者対策係
      - 事故分析係

    - 交通安全教育隊
      - 教育第一係
      - 教育第二係

  - 交通指導課
    - 交通捜査指導官
    - 庶務係
    - 企画係
    - 駐車対策係
    - 交通反則通告センター係
    - 指導係
    - 特別捜査係
    - 交通鑑識係

  - 交通規制課
    - 交通安全施設整備指導官
    - 庶務係
    - 管理・指導係
    - 規制係
    - 施設係
    - 管制係

  - 運転免許課
    - 運転免許試験指導官
    - 上席免許電算指導員
    - 庶務係
    - 免許係
    - 免許電算係
    - 適性検査係
    - 学科試験係
    - 技能試験係

  - 運転管理課
    - 聴聞官
    - 教習所指導官
    - 庶務係
    - 行政処分係
    - 行政処分登録係
    - 一般講習係
    - 教習所係
    - 高齢運転者対策室
      - 企画係
      - 高齢者講習係
      - 臨時適性検査係
      - 高齢運転者適性相談係
      - 自主返納係

  - 交通機動隊
    - 庶務係
    - 運用係
    - 交通機動第一小隊
    - 交通機動第二小隊
    - 交通機動第三小隊
    - 中毛分駐隊
      - 交通機動小隊

    - 東毛分駐隊
      - 交通機動小隊

  - 高速道路交通警察隊
    - 庶務係
    - 運用係
    - トンネル管制係
    - 高速交通警察小隊
    - 松井田分駐隊
      - 高速交通警察小隊

    - 沼田分駐隊
      - 高速交通警察小隊

- 警備部
  - 危機管理対策統括官
  - 警備第一課
    - 庶務係
    - 企画係
    - 情報係
    - 事件係
    - サイバー攻撃対処係

  - 警備第二課
    - 庶務係
    - 情報係
    - 警衛・警護係
    - 危機管理対策室
      - 企画・指導係
      - 警備実施係
      - 対策第一係
      - 対策第二係
      - 対策第三係
      - 対策第四係
      - 対策第五係
      - 対策第六係
      - 対策第七係
      - 対策第八係

    - 警衛警護室
    - 航空隊
      - 首席航空捜査指導官
      - 航空捜査指導官
      - 航空捜査官
      - 管理・飛行係
      - 整備係

  - 外事課
    - 国際捜査官
    - 庶務係
    - 情報第一係
    - 情報第二係
    - 事件係
    - 国際テロリズム対策室
      - 対策第一係
      - 対策第二係

    - 情報戦略室

  - 機動隊
    - 庶務係
    - 機動第一小隊
    - 機動第二小隊

- サイバーセンター
  - 首席サイバー犯罪捜査指導官

- 群馬県警察学校
  - 首席術科指導官
  - 術科指導官
  - 術科指導専門官
  - 庶務係
  - 寮務係
  - 学生係
  - 保健指導係

## 警察署
警察署数は15。警察車両のナンバー地名表記は高崎・高崎北・安中の3署配置車が「高崎」、前橋・前橋東の2署配置車が「前橋」、それ以外の署配置車は「群馬」となる。なお、前橋・高崎両署の署長は警視正。
| ※    | 地域 | 警察署名称             | 所在地                            | 管轄区域 |
| ---- | ---- | ---------------------- | --------------------------------- | --- |
| 前橋 | 中毛 | 前橋警察署             | 前橋市総社町一丁目9番地3          | 前橋市のうち桃井・中川・敷島・南部・若宮・城東・岩神・中央・東・元総社・総社・南橘・清里地区及び旧勢多郡富士見村の区域                                   |
| 前橋 | 中毛 | 前橋東警察署           | 前橋市天川大島町一丁目8番地1      | 前橋市のうち天川・上川淵・下川淵・芳賀・桂萱・永明・城南地区                                                                                             |
| 前橋 | 中毛 | 前橋東警察署大胡分庁舎 | 前橋市樋越町75番地                | 前橋市のうち旧勢多郡大胡町・粕川村・宮城村の区域 |
| 群馬 | 中毛 | 伊勢崎警察署           | 伊勢崎市鹿島町534番地1            | 伊勢崎市、佐波郡玉村町 |
| 群馬 | 中毛 | 伊勢崎警察署境分庁舎   | 伊勢崎市境美原15番地5             | 伊勢崎市のうち旧佐波郡境町の区域 |
| 高崎 | 西毛 | 高崎警察署             | 高崎市台町4番地3                  | 高崎市のうち中央・北・南・東・西・塚沢・片岡・佐野・六郷・新高尾・中川・豊岡・大類・南八幡・岩鼻・倉賀野・京ヶ島・滝川地区及び旧多野郡新町・吉井町の区域 |
| 高崎 | 西毛 | 高崎北警察署           | 高崎市箕郷町上芝349番地           | 高崎市のうち八幡地区、長野地区及び旧群馬郡群馬町・箕郷町・榛名町・倉渕村の区域                                                                           |
| 群馬 | 西毛 | 藤岡警察署             | 藤岡市藤岡1683番地1               | 藤岡市、多野郡上野村・神流町 |
| 群馬 | 西毛 | 富岡警察署             | 富岡市富岡1198番地                | 富岡市、甘楽郡甘楽町 |
| 群馬 | 西毛 | 富岡警察署下仁田分庁舎 | 甘楽郡下仁田町大字下仁田688番地1  | 甘楽郡下仁田町・南牧村 |
| 高崎 | 西毛 | 安中警察署             | 安中市原市707番地2                | 安中市のうち旧市内 |
| 高崎 | 西毛 | 安中警察署松井田分庁舎 | 安中市松井田町新堀1111番地        | 安中市のうち旧松井田町の区域 |
| 群馬 | 北毛 | 沼田警察署             | 沼田市上原町1738番地1             | 沼田市、利根郡片品村・川場村・昭和村・みなかみ町 |
| 群馬 | 北毛 | 渋川警察署             | 渋川市行幸田351番地1              | 渋川市、北群馬郡榛東村 |
| 前橋 | 北毛 | 渋川警察署             | 渋川市行幸田351番地1              | 北群馬郡吉岡町 |
| 群馬 | 北毛 | 吾妻警察署             | 吾妻郡東吾妻町原町21番地1         | 吾妻郡東吾妻町・中之条町・高山村 |
| 群馬 | 北毛 | 長野原警察署           | 吾妻郡長野原町大字長野原1520番地4 | 吾妻郡長野原町・嬬恋村・草津町 |
| 群馬 | 東毛 | 桐生警察署             | 桐生市清瀬町1番16号               | 桐生市のうち旧市内、みどり市のうち旧笠懸町の区域 |
| 群馬 | 東毛 | 桐生警察署大間々分庁舎 | みどり市大間々町大間々1563番地    | 桐生市のうち旧勢多郡新里村・黒保根村の区域及びみどり市のうち旧山田郡大間々町、勢多郡東村の区域                                                           |
| 群馬 | 東毛 | 太田警察署             | 太田市鳥山下町400番地5            | 太田市 |
| 群馬 | 東毛 | 館林警察署             | 館林市赤生田町1828番地の2         | 館林市、邑楽郡板倉町・明和町 |
| 群馬 | 東毛 | 大泉警察署             | 邑楽郡大泉町朝日二丁目27番1号     | 邑楽郡大泉町・千代田町・邑楽町 |

警察官数は3293名（平成19年度）。

### 警察署の再編
- 2010年（平成22年）4月1日
  - 松井田警察署が安中警察署に、下仁田警察署が富岡警察署に統合され、それぞれ安中警察署松井田分庁舎、富岡警察署下仁田分庁舎に組織変更された。
- 2011年（平成23年）3月16日
  - 大胡警察署が前橋東警察署に、大間々警察署が桐生警察署に、境警察署が伊勢崎警察署に統合され、それぞれ前橋東警察署大胡分庁舎、桐生警察署大間々分庁舎、伊勢崎警察署境分庁舎に組織変更された。
  - 高崎市の旧新町、吉井町地域が藤岡警察署から高崎警察署の管轄に、中之条町の旧六合村地域が長野原警察署から吾妻警察署の管轄に変更された[4]。
- 2022年（令和4年）4月1日
  - 高崎警察署の管轄区域のうち、群馬交番、箕郷町交番、榛名交番、剣崎駐在所、北新波駐在所、三ノ倉駐在所、権田駐在所の管轄区域を、新設の高崎北警察署に分割[5]。

## 不祥事
- 2015年2月18日 -渋川警察署吉岡町交番勤務の男性巡査（24歳）が、小学4年生の女児（10歳）に「パパが交通事故に遭って病院に運ばれた。すぐに来てくれないか」とうそを言い、連れ去ろうとした疑いが持たれている。女児は拒否し、未遂に終わった。県警は男性巡査を未成年者誘拐未遂容疑で逮捕。男性巡査は「かわいかったので仲良くなりたかった」と供述し、容疑を認めている[6]。県警によると、男性巡査は2014年12月14日、女児の自宅の巡回連絡で帰宅した女児と会い、住民の氏名や家族構成などが記載された「巡回連絡カード」で名前を確認していた[7]。前橋地方検察庁は3月11日、わいせつ誘拐未遂の罪で男性巡査を起訴。また、県警は同日、男性巡査を懲戒免職処分にし、渋川警察署長と当時の地域課長を訓戒の懲戒処分とした[8]。6月5日、前橋地方裁判所は元男性巡査に対し、懲役2年6月、執行猶予5年（求刑懲役2年6月）の有罪判決を言い渡した[9]。
- 2017年10月4日 - 前橋東警察署地域課の男性巡査長（56歳）が、前橋市元総社町の市道で酒に酔って乗用車を運転したとして、県警は男性巡査長を道路交通法違反（酒気帯び運転）の疑いで逮捕した。県警によると、男性巡査長は過度の飲酒を繰り返す傾向があり、投薬治療を受け県警も指導していたという。
- 2018年5月 - 高崎警察署の男性警部補が4月に高崎市内で同僚の女性に対して著しく不快感を与える言動をしたセクハラ行為をしたとして、県警は5月25日付で、男性警部補を減給10分の1（3ヵ月）の懲戒処分とした[10]。
- 2018年5月2日 - 2日未明、刑事部捜査第二課の男性警部補（38歳）が嬬恋村の商店の裏口から窓ガラスを割って侵入。現金約1万円とビール券30枚を盗み、裏口から出た際、パトロール中の警察官に遭遇し、警察官に体当たりし、押し倒すなどし、現場から逃走。強盗の疑いで指名手配した。男性警部補は現場近くで白いスズキの軽乗用車「ジムニー」を盗み、出身の富山方面へ逃走。盗んだその日に岐阜県・富山県境付近の国道41号を通行していたトラックのドライブレコーダーに記録されていたのを最後に、足取りが途絶えた。高崎市内で妻子と暮らしていたが、連絡はなかったという。県警は6月に男性警部補を懲戒免職処分にした。盗難車は7月、富山市の山間部を流れる神通川の川岸で発見された。県警は車が川に落ちて流されたとみている[11][12]。県警は情報提供を呼びかけているが、事件から2年経過してもなお有力な手がかりは得られていない[13]。
- 2020年8月19日 - 男性巡査部長（39歳）が、7月18日、自宅で妻に暴力をふるったとして、前橋地方検察庁は男性巡査部長を8月19日、傷害罪で起訴。また同日付で県警は男性巡査部長を減給100分の10（3ヵ月）の懲戒処分とした。男性巡査部長は同日付で依願退職[14]。
- 2020年8月23日 - 太田警察署刑事第二課の男性巡査（23歳）が、高崎市内のカラオケ店の個室で知人らと飲酒後、同市通町の市道で酒気を帯びた状態で乗用車を運転した疑いがある。現場付近で行われていた高崎警察署の飲酒検問に気づき、酒気帯び運転の発覚を恐れてUターンして逃走。車のナンバーから特定され、午前8時半ごろに同市内の親族宅で見つかった。発見時、呼気1リットルあたり0.15ミリグラム以上のアルコール分が検出された。県警は巡査を道路交通法違反（酒気帯び運転）の疑いで逮捕した。男性巡査は「間違いありません」と容疑を認めているという[15]。9月11日、県警は男性巡査を停職6ヵ月の懲戒処分とした。男性巡査は同日付で依願退職[16]。
- 2021年9月23日 - 警察本部長が工事作業員の30代男性に対し左足の太ももと左腕を打撲の怪我を負わせる人身事故を起こした。事故当日、警察本部長は非番で趣味のランニングを行うため私用車を自ら運転し現場近くの林道に向かう途中だった。警察本部長は警察本部に自ら110番通報を行い事故を報告。必要な措置を講じた。県警のトップである警察本部長が事故を起こしかつ、秋の交通安全期間中の事であったため全国的なニュースとなったが、速やかに事故を報告しまた県警を通じ被害者に対し謝罪を行った一連の行動はSNSを中心に「事故対応の模範的対応」と好意的に受け止められた[17]。
- 2022年6月10日 - 留置人の昼食に配る弁当のサンマを盗み食いしたとして、男性巡査（21歳）を窃盗容疑で書類送検し、戒告処分とした。巡査は同日付で依願退職した。巡査は4月中旬から、個室に1人で収容されていた留置人の弁当のおかずを食べていた。「自分が配膳と片付けをすればばれないと思い、小腹が減ったので食べた」と話しているという。別の警察官が、サンマが一切れ少なくなった弁当を複数の留置人がいる部屋に配膳し、留置人がサンマの数の違いに気付き、発覚した[18]。